# Хамидие (бронепалубен крайцер)
Хамидие (на турски: Hamidiye) е бронепалубен крайцер във флота на Османската империя и след това на Република Турция, определян като най-известният турски военен кораб през 20 век. В българската история е най-известен с действията си през Балканската война, когато охранявайки турските военни транспорти от Кюстенджа до Цариград, отправя ултиматум гр. Варна да се предаде или ще го разруши заедно с Балчик с артилерията си, но в директен бой българския торпеден миноносец Дръзки командван от мичман I ранг Георги Купов му нанася тежко поражение и го изважда за дълго от строя.
Хамидие е модерен боен кораб, заложен за строеж през 1901 година в корабостроителницата на фирмата „Армстронг“ в Елсуик, Великобритания. Строен е почти едновременно с друг крайцер за османския флот – „Меджидие“ („Абдул Меджид“). При „Хамидие“ обаче се правят редица усъвършенствания, свързани с подобряването на устойчивостта му и други. Спуснат е на вода на 25 септември 1903 г. и е кръстен на името на османския султан Абдул Хамид II, а при встъпването си в строя получава името „Хамидие“.

## През Балканската война
По време на Балканската война командир на „Хамидие“ е известният турски капитан Хюсеин Рауф Орбай бей (1881 – 1964), близък приятел на Мустафа Кемал Ататюрк.
В първия период на войната крайцерът служи в Черно море. Капитанът му тероризира населението на Варна и Балчик, като го заплашва с пряк обстрел, но корабът е държан далеч от бреговата артилерия. Съпровожда и турски транспорти, превозващи военни провизии за Османската армия от Западна Европа през пристанището на Кюстенджа към Цариград като единствена възможност след блокирането на морските и сухоземните пътища в Егейско море и Тракия от Гърция и България.
През нощта на 8 ноември 1912 г. „Хамидие“ е атакуван от 4 български торпедоносци, ръководени от капитан Д. Добрев и е обстрелван с торпеда от тях, като торпедото на единия – „Дръзки“ (с командир капитан Г. Купов) – е изстреляно от едва 60 метра и улучва носа на османския крайцер, отваряйки пробойна от 10 m². Морската битка е сериозна. С потънала носова част и човешки загуби от 8 убити и над 30 ранени корабът е извлечен от придружаващ го турски разрушител с кърмата напред към Цариград, където е ремонтиран. Удържането му на вода е по чудо и се дължи не толкова на водонепроницаемите прегради, колкото на абсолютно тихото море. Торпилирането на „Хамидие“ е голяма победа за малкия Български флот и фактически неутрализира всякакви активни операции на турските военноморски сили в Черно море до пълното поражение на Турция във войната.
В следващия период на войната „Хамидие“ действа в Егейско, Средиземно, Адриатическо и Йонийско море. На 1 януари 1913 г., като се възползва от мъгла, той преминава незабелязано през гръцката блокада на Дарданелите и напада пристанището Хермополис на остров Сира, бомбардира го, а гръцкият спомагателен крайцер „Македония“ е обстрелян и принуден да се самопотопи. За да не даде на турците повод за бомбардировка на острова, командирът на „Македонии“ заповядва на екипажа да отвори кингстоните и корабът да се напусне. Гръзкият спомагателен крайцер ляга на дъното, но поради плитчините остава с по-голямата си част над водата. „Хамидие“ обстрелва „Македония“ в течение на 10 минути (след 10 дни „Македония“ е изваден от водата със силите на екипажа, и отплава на собствен ход за ремонт, отново става пътнически кораб, и служи като такъв до 1932 г.). По време на обстрела част от снарядите, уж поради неточност, поразяват Ермуполис, където е разрушена електростанция и станцията на телеграфа.
Нападението над Сира предизвиква безпокойство в Атина. В Пирея, поради заплахата от появата на „Хамидие“, спешно се поставят брегови батареи. Обаче турският крайцер не успява със своя рейд да отклони гръцки сили от Дарданелите, което предопределя поражението на турската ескадра в битката при Лемнос. Оттам „Хамидие“ се отправя към Бейрут, преследван от гръцката флота, а впоследствие към Порт Саид. На 6 януари преминава през Суецкия канал в Червено море, където в турското пристанище Джида преминава текущ ремонт и се зарежда с въглища.
Действията на „Хамидие“ предизвикват паника в гръцките пристанища, в които се взимат мерки за отбрана, а гръцка флота е изпратена да наблюдава Суецкия канал. През февруари 1913 г. „Хамидие“ отново навлиза в Средиземно море, за да действа по комуникациите на противника, но операцията е провалена заради недостиг на въглища. След като на остров Малта не се среща с нает параход, от който трябва да зареди въглища „Хамидие“ се връща в турските портове на Източното Средиземноморие, където успява да получи малко гориво и да и попълни своя боекомплект. По-късно действа в Йонийско и Бяло море. На 18 февруари напада в Солунския залив транспорт от 20 кораба, които превозват сръбски войски, отиващи по море в Шкодра. Турският крайцер потопява един от по-големите кораби, нанася повреди на другите два и избягва в открито море. На 2 март в албанското пристанище Сан Джовани ди Медуа (Синин) потопява един параход, подпалва други два. В проливе Отранто „Хамидие“ се опитват да прихванат 4 стари гръцки ветроходно-парни канонерки, обаче само една от тях („Ахелоос“) успява да се сближи с турския крайцер. В скоротечен бой „Хамидие“ поврежда рулевата машина на „Ахелоос“ и го кара да отстъпи към Драч. По пътя си попада на кораб, натоварен със сръбски войници, подпалва го, пленява някои от тях, а около 100 души се удавят. Турският рейдер постоянно страда от липса на въглища, корабните механизми и котлите имат нужда от ремонт, „Хамидие“ може да се движи само на ниска скорост. Въпреки това, в Османската империя около действията на „Хамидие“ се разгръща широка пропагандна кампания, а командирът на кораба, капитан Рауф бей, става национален герой. С труд получавайки въглища в Александрия „Хамидие“, в края на март, пленява южно от Крит гръцки параход с товар тухли. Параходът е изпратен с призова команда в Анталия. Това, обаче, е последния късмет за турския рейдер. Узнавайки за появата при Родос на отряд гръцки кораби, отделени за преследването на крайцера, Рауф бей, през април, отново през Суецкия канал, се насочва към Джида. В случай на поява в Червено море на гръцки сили „Хамидие“ има предписание да си пробива път към неутрално пристанище и да се интернира. Обаче гръцкия отряд – броненосецът за брегова отбрана „Псара“ и четири разрушителя – патрулира до края на войната при Порт Саид, за да не допуснат завръщането на „Хамидие“ в Средиземно море. С края на войната крайцерът се връща в родината и на 7 септември 1913 г. е тържествено посрещнат в Истамбул. Единственият турски възпоменателен медал от Балканската война е посветен на крайцера „Хамидие“. С него са наградени всички членове на екипажа.

Както пише Йордан Венедиков, 
| „     | „Хамидие“ нанесе повече вреди на съюзниците, отколкото цялата турска флота. Неговият командир – енергичният и смел Хюсеин Реуф бей, не само спаси честта на турската флота, но и грабна първенството по изкуство и смелост в морските действия. | “ |
| [ 3 ] | |   |

## Участие в Първата световна война
На 29 октомври 1914 г., по време на внезапното нападение на германо-турските сили в Черно море над руските пристанища, „Хамидие“ достига Феодосия. В 6 сутринта към порта са изпратени турски и немски офицери, които предлагат на градските власти да организират евакуация на мирното население. В 9 сутринта „Хамидие“ започва бомбардировка на Феодосия, като изстрелва по града 150 снаряда. След това крайцерът се насочва към Ялта, където потопява два неголеми руски съда (руския параход „Шура“ и шхуната „Св. Николай“.). До края на 1914 г. „Хамидие“ още два пъти обстрелва незащитени руски пристанища – Туапсе, на 20 ноември и Батуми на 24 декември.
Впоследствие се привлича основно за подсигуряване на турските превози по Черно море, охранявайки транспортите, или отвличайки от тях руските кораби. На 4 януари 1915 г., западно от Синоп, „Хамидие“ се натъква на разузнавателен отряд на руската ескадра – доста по-силният крайцер „Память Меркурия“ и 4 разрушителя. „Хамидие“ незабавно поема на запад, защитавайки се от кърмовото оръдие от преследващите го руски кораби. Турците получават едно попадание в кърмата, на свой ред, един път поразяват руския разрушител „Дерзкий“ (адаш на българския му противник в миналото). След три часа преследване противниците са разделени от пелена дъжд, и те се губят един друг от поглед. На 6 януари в района на Туапсе „Хамидие“ и срещналия се с него немски лек крайцер „Бреслау“ внезапно откриват пред себе си във вечерния сумрак главните сили на руския Черноморски флот – 5 броненосеца, 2 крайцера и 7 разрушителя. Турския и немския крайцери, давайки по руснаците няколко изстрела, спешно се разделят и изчесват в тъмнината на нощта.
При „Хамидие“, от единственото попадение в него, е свален прожектор. Случаен снаряд на „Хамидие“ поврежда оръдие на главния калибър на руския флагмански броненосец „Евстафий“. В края на януари „Хамидие“, заедно с „Бреслау“, пак плават в демонстрационен поход в източната част на Черно море, където в утрото на 27 януари при Хопа отново се натъкват на главните руски сили. Този път крайцерите „Кагул“ и „Память Меркурия“ преследват „Хамидие“ от 8 до 16 часа, но така и не успяват да излязат на дистанция за огън на поражение. Преследването е прекратено с приближаването на тъмнината. След похода турския крайцер влиза за ремонт, където е усилена бронепалубата и са отрязани горните мостици.
На 1 април 1915 г., заедно с еднотипния „Меджидие“ и четири разрушителя, е изпратен за обстрел над Одеса, но след потъването от мина на „Меджидие“ е принуден да се заеме със спасяването на неговия екипаж. На 5 септември същата година „Хамидие“, прикриващ пристигането в Истамбул на три въглевоза от Зонгулдак, има бой с руските разрушители „Пронзительный“ и „Быстрый“. В ожесточена артилерийска престрелка от далечна дистанция на турския крайцер скоро излизат от строй двете 6-дюймови оръдия. „Хамидие“, изоставяйки транспортите, започва да се отдалечава към Истамбул. Възможно, „Хамидие“ се опитва да примами руските кораби след себе си, под огъня на идващия на помощ немдки линеен крайцер „Гьобен“. Обаче руските разрушители се насочват към транспортите и ги унищожават. На 20 октомври 1915 г. при входа на Босфора „Хамидие“ е атакуван от руската подводница „Нерпа“, но без успех за нея.
През 1916 и 1917 г. турският крайцер вече няма операции, заради активизацията на руския Черноморски флот. Когато след революцията той престава да бъде бойна сила, на 2 май 1918 г., „Хамидие“ заедно с немския „Гьобен“ влиза, като победител, в Севастопол, оттам – в Азовско море, за да поддържа немските войски, едва що завзели Таганрог. На обратния път, от Севастопол до Истамбул, „Хамидие“ води на буксир завърналия се под турски флаг крайцер „Меджидие“, който по-рано е изваден от руснаците и след ремонт е включен в състава на техния флота като „Прут“.
През есента на същата 1918 г. Първата световна война завършва с поражението и гибелта на Османската империя. В края на октомври 1918 г. „Хамидие“ е разоръжен и предаден в Истамбул на англо-френските съюзници.

## Последваща служба
През 1922 г. крайцерът е върнат на Турция. През 1924 г. е въведен в строй, първи от големите турски кораби. През септември 1924 г. на борда на „Хамидие“ плава по Черно море Кемал Ататюрк, ознаменувайки с това възраждането на военноморския флот на Турската Република. В периода 1925 – 1926 г. преминава основен ремонт и превъоръжение: 2×150 мм, 8×76 мм , 2 ТАх450 мм.
През 1938 година „Хамидие“ посещава Варна.
От 1940 г. е учебен кораб (от 1945 – стационарен). През 1947 г. е изключен от състава на флота. В периода 1949 – 1951 г. на „Хамидие“, намиращ се в Истамбул, действа военноморски музей. През 1964 г. е продаден за скрап.
Капитанът Рауф Орбай подписва от страна на Османската империя Мудроското примирие от 1919 г., с което страната му признава победата над себе си. Три години по-късно е министър-председател на новата кемалистка република. В следващите години е сред основателите на Републиканската партия на Турция, която е официален опонент на кемалистката партия, но запазва почитта си към Ататюрк и лоялността към неговите реформи. Умира през 1964 г., същата, в която е претопен за желязо неговият кораб от войните в началото на ХХ век.
Капитан Георги Купов получава признание в България наред с капитан Добрев и присъства на откриването на мемориала на „Дръзки“ във Военноморския музей във Варна през 1957 г. Умира 2 години по-късно.